# Резолюция Совета Безопасности ООН 1002
Резолюция Совета Безопасности Организации Объединённых Наций 1002 (код — S/RES/1002), принятая 30 июня 1995 года, сославшись на резолюции 621 (1988), 658 (1990), 690 (1991), 725 (1991), 809 (1993), 907 (1994), 973 (1995) и 995 (1995), Совет обсудил осуществление Плана урегулирования в Западной Сахаре и продлил мандат Миссии ООН по проведению референдума в Западной Сахаре (МООНРЗС) до 30 сентября 1995 года.
Совет Безопасности ООН обеспокоен тем, что подозрительность и отсутствие доверия между сторонами способствовали задержке в реализации плана Организации Объединённых Наций для Западной Сахары. Для достижения прогресса обе стороны должны иметь общее видение периода после референдума. Генеральный секретарь ООН Бутрос Бутрос-Гали поставил задачи по оценке Плана урегулирования, включая освобождение политических заключенных, заключение войск Полисарио в тюрьму и сокращение численности марокканских войск на территории.
В резолюции была подтверждена приверженность совета проведению референдума по самоопределению народа Западной Сахары. Однако была выражена обеспокоенность по поводу продолжающихся задержек в реализации плана проведения референдума как части общего Плана урегулирования; ко всем сторонам был обращен настоятельный призыв не препятствовать реализации Плана урегулирования и просьба к Генеральному секретарю убедить как Марокко, так и Фронт ПОЛИСАРИО возобновить участие в его реализации. Далее Бутросу-Гали было предложено к 10 сентября 1995 года представить доклад о прогрессе в этой области.
Ожидалось, что референдум состоится в начале 1996 года, а ноябрь 1995 года станет началом переходного периода. На основании дальнейшего доклада Генерального секретаря будет принято решение о продлении мандата МООНРЗС после 30 сентября 1995 года.